# Москов (Теннессі)
Москов (англ. Moscow) — місто (англ. city) в США, в окрузі Файєтт штату Теннессі. Населення — 572 особи (2020).

## Географія
Москов розташований за координатами 35°3′44″ пн. ш. 89°22′55″ зх. д. / 35.06222° пн. ш. 89.38194° зх. д. (35.062285, -89.381978).  За даними Бюро перепису населення США в 2010 році місто мало площу 3,24 км², з яких 3,22 км² — суходіл та 0,02 км² — водойми.

## Демографія
Згідно з переписом 2010 року, у місті мешкало 556 осіб у 216 домогосподарствах у складі 135 родин. Густота населення становила 171 особа/км².  Було 246 помешкань (76/км²).
Расовий склад населення:
| - 56,5 % — чорних або афроамериканців - 42,1 % — білих - 0,2 % — вихідців з тихоокеанських островів |

До двох чи більше рас належало 0,5 %. Частка іспаномовних становила 3,2 % від усіх жителів.
За віковим діапазоном населення розподілялося таким чином: 30,4 % — особи молодші 18 років, 54,5 % — особи у віці 18—64 років, 15,1 % — особи у віці 65 років та старші. Медіана віку мешканця становила 33,9 року. На 100 осіб жіночої статі у місті припадало 83,5 чоловіків;  на 100 жінок у віці від 18 років та старших — 87,0 чоловіків також старших 18 років.
Середній дохід на одне домашнє господарство  становив 42 399 доларів США (медіана — 33 611), а середній дохід на одну сім'ю — 49 647 доларів (медіана — 41 667). За межею бідності перебувало 30,2 % осіб, у тому числі 33,3 % дітей у віці до 18 років та 24,3 % осіб у віці 65 років та старших.
Цивільне працевлаштоване населення становило 284 особи. Основні галузі зайнятості: виробництво — 31,3 %, мистецтво, розваги та відпочинок — 15,1 %, роздрібна торгівля — 13,4 %, освіта, охорона здоров'я та соціальна допомога — 12,3 %.